# Хага, Аканэ
Аканэ Хага (яп. 羽賀 朱音 Хага Аканэ, род. 7 марта 2002 года) — японский идол, участница двенадцатого поколения японской поп-группы Morning Musume.

## Биография

### Ранние годы
Аканэ Хага родилась 7 марта 2002 года в городе Нагано, Япония. В 2006 году будучи в детском саду, она написала в газете, что хочет быть участницей Morning Musume когда вырастет. В 2012 году проходила прослушивание Morning Musume 11ki Member «Suppin Utahime» Audition, но не смогла пройти.

### 2013
Летом этого года, попыталась пройти прослушивание Morning Musume 12ki Member "Mirai Shoujo" Audition, дошла до финала, но 24 августа Цунку объявил, что не хочет добавлять к Morning Musume новых участниц.
22 сентября присоединилась к Hello Pro Kenshuusei с 6-ю другими финалистами прослушивания "Mirai Shoujo", в качестве 20-го поколения.

### 2014
Летом 2014 года успешно приняла участие в прослушивании Morning Musume '14 <Golden> Audition. 30 сентября была представлена на концерте Morning Musume '14 Concert Tour Aki GIVE ME MORE LOVE ~Michishige Sayumi Sotsugyou Kinen Special~, вместе с остальными участницами 12-го поколения - Харуна Огата, Мики Нонака, Мариа Макино .

### 2015
4 января Хага и остальные участницы 12-го поколения начали вести радиошоу на FM FUJI под названием Morning Musume '15 12ki Nikki. 
5 марта они также начали вести веб-ток-шоу эксклюзивно для членов фан-клуба под названием 12ki Relay .

### 2016
30 марта отпраздновала своё 14-летие на мероприятии под названием Morning Musume '16 Haga Akane Birthday Event.
18 августа вышел её первый сольный DVD Greeting ~Haga Akane~.

### 2017
16 февраля эксклюзивное веб-ток-шоу с 12-м поколением 12ki Relay закрылось с общим количеством 100 эпизодов. 
26 марта радиошоу Morning Musume '17 12ki Nikki также закрылось.
6 апреля участницы Morning Musume 12-го и 13-го поколений начали вести радиошоу на FM FUJI, с названием Morning Musume '17 no Morning Diary.
28 марта отпраздновала своё 15-летие на мероприятии под названием Morning Musume '17 Haga Akane Birthday Event.

### 2018
27 марта отпраздновала своё 16-летие на мероприятии под названием Morning Musume '18 Haga Akane Birthday Event, с двумя шоу в TOKYO FM HALL, Токио.
4 июня Аканэ и остальные участницы 12-го поколения – Харуна Огата, Мики Нонака, Мариа Макино, участвовали в мероприятии с названием Morning Musume '18 12ki Member Ogata Haruna・Nonaka Miki・Makino Maria・Haga Akane FC Event, с одним шоу в Differ Ariake, Токио.

## Группы и юниты Hello! Project
- Hello Pro Kenshuusei (2013—2014)
- Morning Musume (2014—)

## Дискография

### Студийные альбомы
Morning Musume
- 15 Thank you, too (2017)
- Hatachi no Morning Musume (2018)
- Best! Morning Musume 20th Anniversary (2019)

### Синглы
Hello Pro Kenshuusei
- «Oheso no Kuni Kara Konnichiwa / Ten Made Nobore!»

## Фильмография

### ТВ-программы
- The Girls Live (2014—2019)

### Веб-программы
- Hello! Project Station (2014—)
- 12ki Relay (2015—2017, эксклюзив фан-клуба)

### Театр
- TRIANGLE (18-28 июня, 2015, Ikebukuro Sunshine Theater, Токио)[14]
- Zoku 11nin Iru! Higashi no Chihei, Nishi no Towa (11-12 июня 2016, Kyoto Gekijo in Kyoto, Киото) (16-26 июня 2016, Ikebukuro Sunshine Theater, Токио)[15]
- Pharaoh no Haka  (2-11 июня 2017, Ikebukuro Sunshine Theater, Токио)[16]
- Pharaoh no Haka ~Hebi Ou Sneferu~ (1—10 июня 2018, Ikebukuro Sunshine Theater, Токио; 15—17 июня 2018, Mielparque Hall, Осака)[17]

### DVD & Blu-ray
Сольные DVD/Blu-ray
| # | Название              | Дата выпуска    | Чарты               | Лейбл           |
| # | Название              | Дата выпуска    | Oricon Weekly Chart | Лейбл           |
| - | --------------------- | --------------- | ------------------- | --------------- |
| 1 | Greeting ~Haga Akane~ | 18 августа 2016 | —                   | e-Hello! series |

## Фотокниги
Сольные фотокниги
1. Akane (7 марта 2020, Odyssey Books, ISBN 978-4-8470-8268-9)

Другие фотокниги
- Haga Akane Mini Photobook "Greeting -Photobook-" (17 марта 2017, Odyssey Books)[20]

Совместные фотокниги
- Morning Musume 12ki OFFICIAL BOOK (12 декабря 2016, Wani Books, ISBN 978-4-8470-4879-1)[21]
- Morning Musume '17 Shijou Drama "Haikei, Haru-senpai! ~Higashi-Azabu Koukou Hakusho~" (11 декабря 2017, Wani Books, ISBN 978-4-8470-4982-8)[22]
- Morning Musume 20 Shuunen Kinen Official Book (19 июня 2018, Wani Books, ISBN 978-4-8470-8125-5)[23]
- Morning Musume '18 Micchaku Documentary Photobook "NO DAY , BUT TODAY 21 Nenme ni Kaita Yumetachi VOL.1" (14 сентября 2018, Tokyo News Service, ISBN 4863368216)
- Morning Musume '18 Micchaku Documentary Photobook "NO DAY , BUT TODAY 21 Nenme ni Kaita Yumetachi VOL.2" (14 сентября 2018, Tokyo News Service, ISBN 4863368224)
- Morning Musume '18 Micchaku Documentary Photobook "NO DAY , BUT TODAY 21 Nenme ni Kaita Yumetachi VOL.3" (14 сентября 2018, Tokyo News Service, ISBN 4863368232)

## См.также
- Morning Musume
- Список участниц Morning Musume
- Дискография Morning Musume